# أوسكار فرنانديز (مبارز بالسيف)
أوسكار فرنانديز (بالإسبانية: Oscar Fernández)‏ هو مبارز بالسيف إسباني، ولد في 2 مارس 1962 في مدريد في إسبانيا.

## وصلات خارجية
- أوسكار فرنانديز على موقع أوليمبيديا (الإنجليزية)